# سیارک ۶۷۰۵
سیارک ۶۷۰۵ (به انگلیسی: 6705 Rinaketty، نامگ‌ذاری: 1988RK5) شش هزار و هفتصد و پنجمین سیارک کشف شده‌است که در ۲ سپتامبر ۱۹۸۸ کشف شد.
قدر مطلق سیارک برابر ۲۱.۴ است.